# 勝村淳 (俳優)
勝村 淳（かつむら じゅん、1937年〈昭和12年〉4月11日 - 2024年〈令和6年〉7月19日）は、大阪府出身の俳優。
本名：有村 淳（ありむら すなお）。勝プロダクション所属。

## 生涯
鹿児島県出身の両親の元、7男4女の3男として大阪府大阪市東成区で生まれた。
小学生高学年、中学生の頃は2軒の新聞配達所をかけもちでアルバイトをして、大家族の家計を助けた苦労人である。
格闘技が好きで柔道、空手を習い（各二段）、山口プロレス道場に入門し、プロレスラーとして水上プロレスなど50試合程度戦績を残した。
昭和32年（1957年）3月、大映京都撮影所入所、同年8月、勝新太郎に師事。
昭和40年（1965年）、一番弟子として師匠から芸名「勝村淳」をもらい映画では俳優、殺陣師の他に座頭市の吹き替えをした。そして殺陣師として映画、舞台、TV映画を演出。
出演した映画は、座頭市シリーズ、悪名シリーズ、兵隊やくざシリーズ、陸軍中野学校シリーズ、眠狂四郎シリーズの他、大映映画、大映テレビ映画、勝プロ製作映画。
昭和47年（1972年）制作の香港映画『ドラゴン怒りの鉄拳』では、勝プロから橋本力と共に日本人の敵役として出演した。ブルース・リーが庭園で3人と戦う場面があり、その1人が勝村だった。そのアクションは勝村が担当しており、ブルース・リーを投げるシーンでハプニングが起こった。台本では勝村が投げる時に、ブルース・リーが体を捻ってアクロバティックに着地するというものだったが、勝村は勢いあまって本気で投げてしまい、ブルース・リーはコンクリートに激しく叩きつけられて怪我をした。それ以降『ブルース・リーを投げて怪我させた男』のニックネームが付きブルース・リーのファンの間で有名になる。また、勝村は橋本力のアクションも担当している。
舞台では明治座、国立劇場、大阪新歌舞伎座、中座、梅田コマ劇場、名鉄ホール、御園座など出演多数。
昭和57年（1982年）、東芝EMIから「ヨーソロー」（B面：男の意地）をリリース。
平成19年（2007年）、60代後半から脳出血、脳梗塞、心筋梗塞などを罹患し、再発や後遺症が心配でやむを得ず俳優業を引退する。
以後、バラエティ番組の「朝日放送　せのぶら」「MBS毎日放送　水野真紀の魔法のレストラン」「MBS　せやねん！」「NHK　ザ・プロファイラー勝新太郎　常識なんて捨てちまえ！リアル追求伝説」「激レアさんを連れてきた」「よ～いドン！」他多数出演。
晩期は大阪市内で歌声喫茶『うたまくら』を経営し勝新太郎そっくりな座頭市の形態模写を演じて全国の座頭市やブルース・リーの多くのファンに囲まれる。
その他、柔道二段、空手二段、ボディビルダー全日本7位（1955年）の実績を持ち、プロレスラー、キックボクシングのリングアナウンサーを務める。
令和6年（2024年）7月19日、老衰のため死去。87歳没。

## 出演作品
- 花くらべ狸道中（1961年）
- ニックネーム（1961年）
- 大菩薩峠・完結篇（1961年）
- Brother Brother あにいさんとお女さん（1961年）
- 女と三悪人（1962年）
- 中山七里（1962年）
- 新・悪名（1962年）
- 長脇差忠臣蔵（1962年）
- 続・座頭市物語（1962年）
- 続・新悪名（1962年）
- 第三の悪名（1963年）
- 雪之丞変化（1963年）
- てんやわんや次郎長道中（1963年）
- 悪名波止場（1963年）
- ど根性一代（1963年）
- 座頭市喧嘩旅（1963年）
- 悪名一番（1963年）
- 座頭市兇状旅（1963年）
- 座頭市あばれ凧（1964年）
- ど根性物語 図太い奴（1964年）
- 宿無し犬（1964年）
- 駿河遊侠伝 賭場荒し（1964年）
- 悪名太鼓（1964年）
- 駿河遊侠伝 破れ鉄火（1964年）
- 博徒ざむらい（1964年）
- 駿河遊侠伝 度胸がらす(1965年）
- 兵隊やくざ（1965年）
- 悪名幟（1965年）
- 続 兵隊やくざ（1965年）
- 座頭市逆手斬り（1965年）
- 座頭市二段斬り（1965年）
- 悪名無敵（1965年）
- 密告者（1965年）
- 新 鞍馬天狗 五條坂の決闘（1965年）
- ほんだら剣法（1965年）
- 座頭市地獄旅（1965年）
- 若親分喧嘩状（1966年）
- 処女が見た（1966年）
- 泥棒番付（1966年）
- 悪名桜（1966年）
- ほんだら捕物帖（1966年）
- 大魔神（1966年）
- 若親分乗り込む（1966年）
- 酔いどれ博士（1966年）
- 大殺陣 雄呂血（1966年）
- 座頭市 海を渡る（1966年）
- 続・酔いどれ博士（1966年）
- 兵隊やくざ 大脱走（1966年）
- 酔いどれ波止場（1966年）
- あの試走車を狙え（1967年）
- 若親分を消せ（1967年）
- 東京博徒（1967年）
- ひき裂かれた盛装（1967年）
- 悪名一代（1967年）
- 兵隊やくざ 殴り込み（1967年）
- やくざ坊主（1967年）
- 座頭市鉄火旅（1967年）
- 座頭市牢破り（1967年）
- 悪名十八番（1968年）
- 秘録おんな牢（1968年）
- とむらい師たち（1968年）
- 牡丹燈篭（1968年）
- 続 やくざ坊主（1968年）
- 関東女やくざ（1968年）
- 兵隊やくざ 強奪（1968年）
- 座頭市 喧嘩太鼓（1968年）
- 講道館破門状（1968年）
- 座頭市果し状（1968年）
- 出獄四十八時間（1969年）
- 手錠無用（1969年）
- 人斬り（1969年）
- 玄海遊侠伝 破れかぶれ（1970年）
- おんな極悪帖（1970年）
- あぶく銭（1970年）
- 喧嘩屋一代 どでかい奴（1970年）
- 新女賭博師 壷ぐれ肌（1971年）
- 新座頭市 破れ！唐人剣（1971年）
- 秘録長崎おんな牢（1971年）
- 新兵隊やくざ 火線（1972年）
- 新・座頭市物語　折れた杖（1972年）
- 座頭市御用旅（1972年）
- 御用牙（1972年）
- ドラゴン怒りの鉄拳（1972年、日本公開1974年）
- 御用牙 かみそり半蔵地獄責め（1973年）
- 悪名縄張り荒らし（1974年）
- 西部警察PARTⅢ（1984年）
- ビリケン（1996年）
- ある探偵の証明（2007年）

## 参考動画
- ブルース・リーに怪我をさせた男 https://www.youtube.com/watch?v=WMHgvETf56E

- ブルース・リーを投げ飛ばした男「勝村淳」https://www.youtube.com/watch?v=gftPAHguaZI

- 2010年大阪イベント「ブルー・スリーVS勝村淳」OPムービー https://www.dailymotion.com/video/xhz5rq

- 宮本武蔵映画、尻啖え孫市の勝村淳出演映画 https://www.youtube.com/watch?v=JwE9ADzpVeM